# ناموسية
الناموسيّة أو الكِلّة نسيج رقيق يحيط بالفراش ويعلوه ليمنع دخول البعوض والذباب وغيرها من الحشرات، وبهذا فإنه يحمي أيضا من الأمراض التي قد تنقلها. مثل الملاريا والحمى الصفراء وانواع متعددة من التهاب الدماغ مثل فيروس غرب النيل.
وقد أظهرت البحوث أن الناموسيات وسيلة فعالة للغاية لمنع الملاريا، وتُجُنِّبَ ما يقارب من 451 مليون حالة من الملاريا خلال الفترة 2000-2015.

## التاريخ
تُستخدم الناموسية أساسا للحماية من البعوض الحامل للملاريا، الأنوفيلة غامبيا. سجل أول أعراض مثل الملاريا حدث في وقت مبكر من 2700 قبل الميلاد من الصين. لم يُحدد متجه هذا المرض حتى عام 1880 عندما حدد تشارلز لويس ألفونس لافيران البعوض كناقل للملاريا.
البعوض المعاوضة لديها تاريخ طويل. على الرغم من أن استخدام المصطلح يعود إلى منتصف القرن الثامن عشر، الأدب الهندي من أواخر العصور الوسطى يشير إلى استخدام الناموسيات في طقوس العبادة الهندوسية. الشعر الذي ألفه أنامايا، وهو أول موسيقي تيلوغوي معروف وشاعر، يشير إلى دوماتيرا، وهو ما يعني «شبكة البعوض» في التيلجو. وقد أُرِّخ استخدام الناموسيات إلى عصور ما قبل التاريخ. ويقال أن كليوباترا، آخر فرعون نشط في مصر القديمة، أيضا نمت تحت ناموسية. واستخدمت الناموسيات خلال بناء قناة السويس التي تعاني من الملاريا.